# Mastomys awashensis
Mastomys awashensis és una espècie de mamífer rosegador de la família dels múrids. És endèmic d'Etiòpia, on viu a altituds d'entre 1.500 i 2.700 msnm. El seu hàbitat natural són els esbarzers. És una espècie en risc mínim, és a dir, no sembla que hi hagi cap amenaça significativa per a la seva supervivència. El seu nom específic, awashensis, significa 'de l'Awash' en llatí.